# John Dreyer
John Louis Emil Dreyer (Copenaghen, 13 febbraio 1852 – Oxford, 14 settembre 1926) è stato un astronomo danese-irlandese.

## Biografia
Nacque a Copenaghen nel 1852. Nel 1874, a 22 anni, si spostò in Irlanda, a Parsonstown, per lavorare come assistente di Lawrence Parsons (figlio nonché successore di William Parsons, che costruì un gigantesco telescopio chiamato "Leviatano di Parsonstown"). Sempre in Irlanda, nel 1878 fu assunto all'Osservatorio Dunsink, e nel 1882 all'Osservatorio di Armagh, che diresse fino al 1916.
Il suo contributo più grande è il gigantesco New General Catalogue, un catalogo di nebulose e ammassi stellari, che è largamente usato anche al giorno d'oggi, così come i due cataloghi supplementari IC, Index Catalogue.
Dreyer fu anche uno storico dell'astronomia. Nel 1890 pubblicò una biografia di Tycho Brahe, celeberrimo astronomo suo compatriota, e nei suoi ultimi anni pubblicò anche alcune ricerche di Brahe, oltre che la sua corrispondenza inedita. 
Storia dei Sistemi Planetari da Talete sino a Keplero (1906), una sua opera sulla storia dell'astronomia, sebbene datata in alcuni aspetti, è ancora utilizzata nello studio della materia. È pubblicata in italiano con il titolo Storia dell'astronomia da Talete a Keplero.
Vinse la Medaglia d'oro della Royal Astronomical Society nel 1916. Uno dei crateri d'impatto sulla Luna porta il suo nome.